# 夏洛特角
54°32′S 35°54′W / 54.533°S 35.900°W

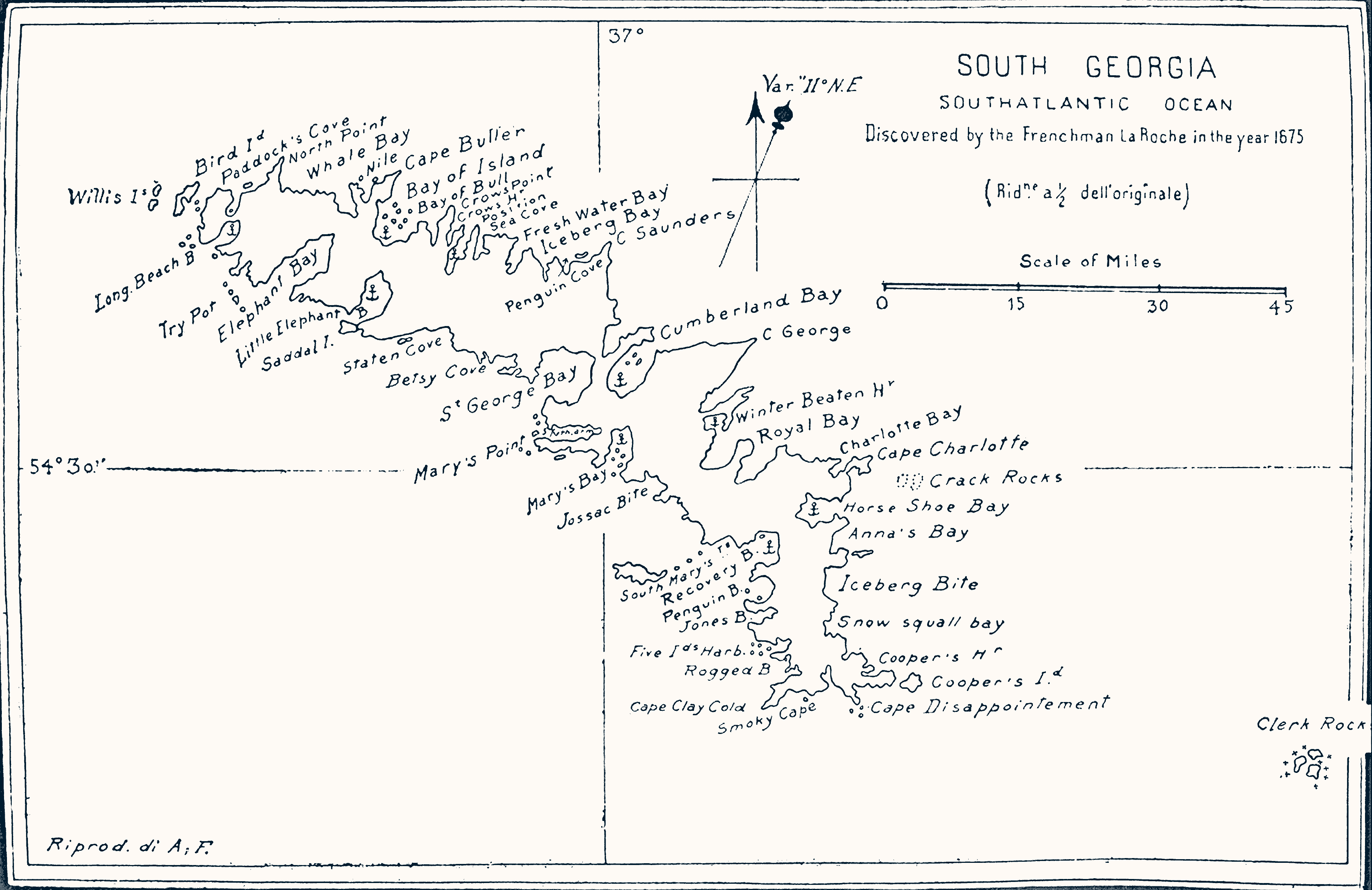

夏洛特角是南極洲的海岬，位於南喬治亞島北岸東端，是皇家灣入口處的東南面，在1775年由英國探險家詹姆斯·克拉克·羅斯率領的探險隊發現，以夏洛蒂王后命名。